# Viadana granulosa
Viadana granulosa is een rechtvleugelig insect uit de familie sabelsprinkhanen (Tettigoniidae). De wetenschappelijke naam van deze soort is voor het eerst geldig gepubliceerd in 1891 door Brunner von Wattenwyl. De soort komt voor in de Braziliaanse deelstaat Pará. Daarnaast ook in Peru.